# Pomatorhinus schisticeps
La cimitarra cejiblanca (Pomatorhinus schisticeps) es una especie de ave paseriforme de la familia Timaliidae propia de las montañas del sur de Asia.

## Distribución y hábitat
Se encuentra en el Himalaya y las montañas del sudeste asiático continental, distribuido por Bangladés, Bután, Birmania, Camboya, norte de la India, Laos, Nepal, Tailandia y Vietnam. Su hábitat natural son los bosques húmedos de montaña tropicales y subtropicales.